# Dzsong Vujong
Dzsong Vujong (hangul: 정우영, handzsa: 鄭又榮, RR: Jeong Woo-yeong; Ulszan (Ulsan), 1999. szeptember 20. –) dél-koreai labdarúgó, a VfB Stuttgart és a dél-koreai válogatott játékosa.

## Pályafutása
2017. június 30-án a Bayern Münchenhez szerződött a dél-koreai Incshon Unitedtől. A szerződés 2022. június 30-ig szólt. Hivatalosan 2018. január 1-jén csatlakozott a német egyesülethez, amelynek felnőtt csapatában 2018. november 27-én debütált a Bajnokok Ligájában, a 81. percben Thomas Müller helyét vette át a 81. percben a Benfica elleni találkozón. 2019. május 3-án jobbszélsőként kezdett, és a Bayern U23-as csapatával megnyerte a Premier League International Cup döntőjét, megszerezve pályafutása első nemzetközi klubtrófeáját.
2019. június 19-én az SC Freiburg bejelentette, hogy négyéves szerződést kötött a játékossal, viszont a Bayern igényt tartott visszavásárlási opcióra. 2019. augusztus 10-én debütált új csapatában a Magdeburg ellen a német labdarúgókupában. 2020 januárjában kölcsönbe visszatért a Bayern ifjúsági csapatához. A tartalékcsapat bajnoki címéhez kiemelkedő teljesítménnyel járult hozzá, többek között egy góllal és nyolc gólpasszal 15 mérkőzés alatt a 2019-20-as bajnokság során.
2020. december 12-én megszerezte első Bundesliga gólját az Arminia Bielefeld ellen.
2023. július 11-én a VfB Stuttgart hároméves szerződést kötött vele.

### A válogatottban
A dél-koreai válogatottban 2021. március 25-én debütált a Japán elleni barátságos mérkőzésen. Mivel a szintén a dél-koreai labdarúgó-válogatottban játszó, de 10 évvel idősebb Csong Ujonggal (Jung Woo-young, koreaiul 정우영, de más latinosítást választottak) anyanyelvük írásában a nevük azonos, ezért "Jageun Jung Woo-young" ("kis Jung Woo-young"; 작은 정우영) néven is emlegetik.
2021. november 16-án szerezte meg első gólját a válogatottban a 2022-es labdarúgó-világbajnokság Irak elleni selejtező mérkőzésén.

## Sikerei

### Klubokban
Bayern München II
- 3. Liga: 2019–20[12]
- Regionalliga Bayern: 2018–19[13]

Bayern München
- Bundesliga: 2018–19[14]
- DFB-Pokal: 2018–19[14]

SC Freiburg
- DFB-Pokal ezüstérmes: 2021–22[15]

### A válogatottban
Dél-Korea U14
- Ázsiai Ifjúsági Játékok: 2013[16]

Dél-Korea U17
- Nyári ifjúsági olimpia ezüstérem: 2014[17]

Dél-Korea U23
- U23-as Ázsia-bajnokság: 2020[18]

## Fordítás
Ez a szócikk részben vagy egészben  a   Jeong Woo-yeong című angol Wikipédia-szócikk ezen változatának fordításán alapul.  Az eredeti cikk szerkesztőit annak laptörténete sorolja fel. Ez a jelzés csupán a megfogalmazás eredetét és a szerzői jogokat jelzi, nem szolgál a cikkben szereplő információk forrásmegjelöléseként.